# Senat Hawajów
Senat Hawajów (Hawaii Senate) – izba wyższa parlamentu amerykańskiego stanu Hawaje. Składa się z 25 członków wybieranych na czteroletnią kadencję w jednomandatowych okręgach wyborczych, z zastosowaniem ordynacji większościowej. Co dwa lata odnawiana jest połowa składu. 
W obecnej kadencji parlamentu (2009-10) Senat jest niemal całkowicie kontrolowany przez Demokratów, dysponujących 23 mandatami. Pozostałe dwa miejsca zajmują senatorowie republikańscy. 
Senat zbiera się w gmachu Kapitolu Stanowego Hawajów w Honolulu. 

## Kierownictwo
stan na 16 sierpnia 2010
- Prezydent Senatu: Colleen Hanabusa (Partia Demokratyczna)
- Lider większości: Gary Hooser (Partia Demokratyczna)
- Lider mniejszości: Fred Hemmings (Partia Republikańska)